# Birchi
Birchi ist ein bewaldeter Hügel und Naherholungsgebiet sowie ein Ortsteil im Süden von Zuchwil, Schweiz.

## Geographie
Der höchste Punkt des Hügels ist 481 m ü. M. und somit knapp 50 m höher gelegen als der Zuchwiler Dorfkern. Der Nordhang ist recht steil. Im Südosten grenzt der Hügel an den Bleichenberg in der Nachbargemeinde Biberist, in die auch einige Ausläufer des Birchi reichen. Im Westen geht der Hügel in den Äspli-Bühl-Terrassen über. Auf diesen Terrassen steht auf den Fluren Birchiacker, Gerstenacker, Leutschenacker, Engiacker, Oberfeld und Dürrenbrüel der Zuchwiler Dorfteil Birchi. Die Waldfläche beträgt etwa 0,15 km².

## Geologie
Der Hügelzug Birchi-Bleichenberg-Dittiberg ist Teil der gleichen Antiklinale wie der nördliche Bucheggberg. Sie besteht aus tertiärer Molasse. Beim Strassenbau am Birchihügel wurde Mergel gesichtet. In den Eiszeiten wurde diese Molasse mit einer Moräneschicht überzogen. Ein späteiszeitlicher Seitenarm der Emme durch die Engi-Rinne hat Birchi vom Bucheggberg getrennt.

## Geschichte

### Entstehung des Namens
Der Name Birchi ist alemannischen Ursprungs und existiert auch andernorts. Er bedeutet wahrscheinlich Birke.

### Siedlungsgeschichte
Westlich vom Birchiwald waren 1901 die jetzige Bleichenberg- und Bühlstrasse vorhanden, aber noch keine Häuser. Das Land wurde wohl intensiv landwirtschaftlich genutzt, wie die Flurnamen belegen. Um den Erlenweg entstand eine Eisenbahnersiedlung. Auch sonst wurde gebaut, so dass im 1938 viele Ein- und Mehrfamilienhäuser über die Terrasse verteilt sind. Die meisten Häuser im Birchi wurden aber später gebaut.

## Naherholungsgebiet
Waldbesitzer ist die Bürgergemeinde Zuchwil. Der Wald besteht aus unterschiedlichen Laub- und Nadelbäumen, hat Wanderwege und einen Vogelweiher. Er ist mit öffentlichen Verkehrsmitteln durch die Bushaltestelle Birchi gut erreichbar.

## Sonstiges
Einige Einrichtungen, wie ein Autobahntunnel (A5) und ein östlich gelegenes Fachmarktzentrum, sind nach dem Birchi benannt.